# Anabaptisti
Anabaptisiti ali prekrščevalci so pripadniki radikalnega versko-družbenega gibanja v dobi reformacije.
V dvajsetih letih 16. stoletja so izšli iz radikalnejših stališč nekaterih privržencev Ulricha Zwinglija. Združevali so se v maloštevilnih skupnostih. Zavzemali so se za uresničitev cerkve Nove zaveze na osnovi svobodne odločitve, zasebnega razodetja. Zato so zavračali veljavnost krsta ob rojstvu in zahtevali ponovno krščevanje odraslih. Strogi do sebe so zahtevali veljavnost načel Svetega pisma tudi v socialnih in ekonomskih družbenih odnosih. Zagovarjali so poslušnost do oblasti, istočasno pa so odklanjali sodelovanje v državnih službah in v vojski. Zagovarjali so strogo cerkveno disciplino, a so odklanjali državno Cerkev. Poleg Svetega pisma jim je bil vir vere tudi lastna preroška razsvetljenost, spiritualizem. S tem so prišli v nasprotje z luteranci in reformiranimi, ki so anabaptiste preganjali kot krivoverce. 
Nekatere skupnosti so bile tudi zelo militantne. Leta 1521 je Thomas Münzer na Saškem zastopal načela verskega komunizma, zahteval uničenje duhovniške oblasti in posvetnih knezov ter organiziranje družbe z enakimi materialnimi možnostmi za vse ljudi. Gibanje je preraslo v kmečko vstajo.
V letih 1534-35 so skupine anabaptistov pod vodstvom Jana Matisa in Jana Bükeleszoona (Leidenskega) prišle z orožjem in družinami v Münster. Skupaj z lokalnimi anabaptisti so z orožjem zavzeli mestno oblast in 14 mesecev izvajali strahovlado, prepričani da pomagajo graditi božje kraljestvo. Zagovarjali so skupnost materialnih dobrin in žena (radikalni komunizem). Po porazu so razpadli v več skupin. 
Anabaptisti so do danes preživeli v miroljubnih različicah kot menoniti in baptisti.
krščanske denominacijske skupine: